# Galmihorn
Galmihorn är ett berg på gränsen mellan kommunerna Goms och Fieschertal i kantonen Valais i Schweiz. Det är beläget i Bernalperna, cirka 75 kilometer sydost om huvudstaden Bern. Berget består av de två topparna Vorderes Galmihorn (3 507 meter över havet) och Hinteres Galmihorn (3 488 meter över havet).